# ナンギシュリシュマ
ナンギシュリシュマ（Nangishlishma）は、古代メソポタミア、キシュ第1王朝の王。
シュメール王名表によると、キシュ第1王朝（紀元前2900年頃以降）の3代目の王である。